# Deportazioni sovietiche dalla Lettonia
Le deportazioni sovietiche dalla Lettonia furono una serie di deportazioni di massa da parte dell'Unione Sovietica dalla Lettonia nel 1941 e nel 1945-1951, in cui circa 60.000 abitanti della Lettonia furono deportati in aree remote dell'Unione Sovietica, che avevano occupato il paese nel 1940. Deportazioni simili furono eseguite dai sovietici nello stesso periodo storico anche negli altri due stati baltici, l'Estonia e la Lituania.

## Allontanamenti

### Deportazioni di giugno (1941)
Tra il 1940 e la metà degli anni Cinquanta, in Lettonia si registrò un costante spopolamento per via delle tre occupazioni avvenute nel corso della seconda guerra mondiale e delle repressioni successive. Oltre ai lettoni e a minoranze nazionali come i livoni e gli ebrei soggette a repressioni o arresti, vi furono gruppi etnici che preferirono abbandonare la nazione di spontanea volontà, come nel caso dei tedeschi del Baltico (60.000 di essi salutarono la Lettonia tra il 1939 e il 1941).
Oltre ad allontanamenti forzati della popolazione dalla portata minore, le due principali ondate di espulsione si verificarono nel 1941 e nel 1949. La popolazione veniva coattivamente trasferita in regioni remote dell'URSS, soprattutto in Siberia o Caucaso.
La prima delle due, avvenuta nel corso dell'occupazione sovietica del 1940-1941 e nota come deportazione di giugno, durò dal 14 giugno 1941 al 22 luglio e portò all'allontanamento di circa 15.500 persone: anche il presidente lettone Kārlis Ulmanis e il ministro degli Esteri Vilhelms Munters vennero deportati in Unione Sovietica, dove morirono come prigionieri nel 1942. Il 31 luglio, la stessa sorte toccò al ministro della Difesa Jānis Balodis, trasferito assieme alla sua famiglia in Unione Sovietica (ordine scritto da Vilis Lācis).

### Operazione Priboi
La seconda deportazione prese il nome di operazione Priboi e avvenne il 25 marzo 1949. Lo scopo ufficiale era quello di "dekulakizzare" i paesi baltici. Tramite tale misura, Mosca fu in grado di stroncare quasi definitivamente i movimenti di guerriglia noti come fratelli della foresta e attivi dagli ultimi anni della seconda guerra mondiale fino ai primi anni Cinquanta. Si stima che oltre 200.000 persone siano state allontanate dalla propria nazione tra il 1940 e il 1953. Almeno 75.000 di essi finirono nei gulag. Il 10% dell'intera popolazione baltica in età adulta venne deportata o inviata nei campi di lavoro.